# Colepia comatacauda
Colepia comatacauda là một loài ruồi trong họ Asilidae. Colepia comatacauda được Daniels miêu tả năm 1987. Loài này phân bố ở miền Australasia.